# Томмі Моттола
Томмі Моттола (англ. Tommy Mottola; нар. 14 липня 1948, Бронкс, Нью-Йорк, США) — американський бізнесмен, музичний директор, телепродюсер, театральний продюсер, кінопродюсер, інвестор і серійний підприємець. Моттола є головою «Mottola Media Group», співзасновником «Ntertain Studios», партнером-засновником «Range Media Partners», а також був головою та генеральним директором Sony Music Entertainment, материнської компанії лейблу «Columbia Records», протягом майже 15 років. З 2000 року він одружений з мексиканською акторкою та співачкою Талією.

## Раннє життя
Моттола народився в Бронксі в італо-американській родині середнього класу. Він закінчив підготовчу школу Іони в 1962 році та середню школу Іони у 1966 році. Короткий час відвідував військову академію, а потім — середню школу. Після закінчення університету Хофстра на Лонг-Айленді він зайнявся музичною кар'єрою як гітарист і співак у R&B кавер-групі «The Exotics».
Моттола вийшов на музичну сцену в середині 1960-х, як студійний музикант для CBS Records, під ім'ям «T.D. Valentine». Після того, як його спроба самому стати студійним музикантом провалилася, Моттола почав працювати у видавничій компанії «Chappell Publishing» і заснував власну керуючу компанію «Champion Entertainment Organisation». Його робота в Chappell познайомила його з багатьма артистами, і незабаром він підписав контракт зі своїми першими успішними клієнтами — Дерілом Холлом і Джоном Оутсом. Моттола допоміг Холлу та Оутсу укласти угоду про звукозапис і отримати кілька гучних підтримок.
Моттола керував блек-рок групою «Xavion», успішно використовуючи нові медіа для просування, такі як музичні відео та корпоративне спонсорство музичних турів.

## Sony/Columbia
У 1988 році Моттола був найнятий «Sony Music» (тоді відомій як «CBS Records») Волтером Єтнікоффом для управління її операціями в США. У 1990 році він змінив Єтнікоффа на посаді генерального директора нової компанії «Sony Music». Коли Моттола працював у Sony Music, Sony розширила свій бізнес у понад шістдесят країнах і стала першою великою музичною компанією, яка зробила цифрові завантаження доступними на комерційній основі. До 2000 року Sony мала понад 6 мільярдів доларів щорічного доходу.
Він добре відомий серед професіоналів музичної індустрії тим, що підписав контракти з Мераєю Кері, Селін Діон, Destiny's Child, Глорією Естефан, Дженніфер Лопес, Джессікою Сімпсон, Шакірою та Dixie Chicks, а також випуском цифрових ремастеризованих компакт-дисків із старими записами, зробленими Барброю Стрейзанд, Брюсом Спрінгстіном, Біллі Джоелом, Енді Вільямсом, Pink Floyd та іншими.
Він також працював з Майклом Джексоном з того часу, як той почав записувати свій альбом «Dangerous». Під час промоції альбому Джексона «Invincible» у 2001 році Джексон пізніше заявив, що його стосунки з Моттолою розірвалися через корупцію в роботі Моттоли, і звинуватив його в тому, що він «расист, який експлуатує чорний талант». Пізніше Джексон заявив, що «компанії звукозапису дійсно, дійсно змовляються проти артистів».

## Після Sony
Моттола залишив посаду голови Sony Music Entertainment у січні 2003 року. Того ж року він заснував нову розважальну компанію, що спеціалізується на випуску музики, телевізійному виробництві, театральних постановках, моді, а також брендингу та управлінні талантами. 
Серед артистів, з якими співпрацювала компанія, були Марк Ентоні, Ліндсі Лохан, Кессі Вентура та Міка.
Моттола, у співпраці з «Universal Music Group», відродив легендарну «Casablanca Records», підписавши контракт з такими виконавцями, як Ліндсі Лохан і Міка.
У січні 2013 року Моттола опублікував книгу під назвою «Hitmaker», яку він написав у співавторстві з Калом Фуссманом.

## Mottola Media Group
Під керівництвом Mottola Media Group, заснованої в 2003 році після його відходу з Sony, Моттола продовжив продюсувати кілька проектів, включаючи музичну адаптацію «Бронкської історії» Чеза Палмінтері . Палмінтері вважає заслугою Моттоли реалізацію проекту, розробленого протягом останніх двох років. Моттола приніс ідею мюзиклу «Бронкська казка» партнеру-продюсеру «Dodger Properties» і «поклав мюзикл собі на спину». Шоу офіційно відкрилося на Бродвеї в грудні 2016 року та закрилося 5 серпня 2018 року. Національний тур у Лос-Анджелесі розпочався в жовтні 2018 року в «Hollywood Pantages Theatre».
Моттола разом із Dodger Properties спродюсував кілька інших мюзиклів, таких як «Літо: Літній мюзикл Донни» (2017), «Хлопці з Джерсі» (поза Бродвеєм, 2004) і «День бабака» (2016).
У 2018 році «Mottola Media» підписала багаторічну угоду з правом першочергового придбання з eOne, нині Lionsgate Canada, на розробку сценарного та не сценарного телебачення.
Моттола створив і продюсував документальні фільми для HBO під назвою «Латиноамериканський вибух: Нова Америка» (2015) і «15: Історія Кінсеаньєри», останній з яких отримав номінацію Гільдії режисерів Америки.

## NTERTAIN Studios
У березні 2021 року Моттола разом із генеральним директором і співзасновником Neon16 Лексом Борреро та представницькою компанією «Range Media Partners» створили «NTERTAIN Studios» — «розважальну та медіа-компанію, яка створює, розробляє та виробляє контент у різних середовищах, висвітлюючи латиноамериканські історії та представляючи латиноамериканські талант, бренди та культуру».
Поточні виробництва включають «Los Montaners» для Disney+ (поновлено на другий сезон), «Thalia's Mixtape: El Soundtrack de Mi Vida» для Paramount+, «La Firma (The Signing)» і «Neon» для Netflix.
Було встановлено стратегічне партнерство з «Audio Up Media». Ця співпраця зосереджена на розробці та придбанні оригінального контенту в різних медіа-вертикалях, з наголосом на програмуванні латиноамериканських подкастів.
NTERTAIN базується в Маямі, а Моттола і Борреро очолюють компанію в партнерстві з Пітером Мічеллі, генеральним директором «Range Media Partners».

## Особисте життя
Моттола був одружений тричі. У 1971 році він прийняв юдаїзм, щоб одружитися з Лізою Кларк, донькою керівника ABC Records Сема Кларка. Пара розлучилася в 1990 році після народження двох дітей.
5 червня 1993 р. Моттола одружився зі співачкою та акторкою Мераєю Кері. Вони оголосили про своє розлучення 30 травня 1997 року і пізніше розлучилися 5 березня 1998 року. 
Він одружився з мексиканською співачкою та акторкою Талією 2 грудня 2000 року в соборі Святого Патріка в Нью-Йорку. Їхня донька народилася в жовтні 2007 року, а син — у червні 2011 року.

## Нагороди та визнання
- Нагорода «Дух життя міста надії» (1990)[22]: визнання його благодійних зусиль і внеску в місію «міста надії».
- Billboard Power Player of the Year (1993): визнання його впливу та лідерства в музичній індустрії.
- Фонд TJ Martell, гуманітарний діяч року: вшанування його відданості підтримці досліджень раку, лейкемії та СНІДу.
- Національний італо-американський фонд, почесний лауреат[23]: Відзначення його досягнень і внеску як видатної особи італо-американського походження.
- Зірка на Голлівудській алеї слави (2019)[24]: свідчення його незмінного впливу та спадщини у світі розваг.

## У популярній культурі
- Пісня «Hall & Oates» «Gino (The Manager)» з альбому «Daryl Hall & John Oates»[en] (1975) була написана про Моттолу[25]. На вкладиші обкладинки написано: «І представляємо Томмі Моттолу як „Маленького Джино“»[26].
- У пісні 1976 року «Cherchez La Femme[en]» Dr. Buzzard's Original Savannah Band[en] ім'я Моттоли вказано[en] на початку пісні.
- Персонаж Джина Бальбоа в телевізійному серіалі «Яхт-рок»[en] на каналі 101[en] віддалено заснований на Моттолі, зокрема коли той був на посаді менеджера «Hall & Oates»[27].
- Мерая Кері написала пісню під назвою «Petals» у своєму альбомі «Rainbow» (1999), яка присвячена її шлюбу з Моттолою. У пісні Кері називає Моттолу «Валентайн» — натякаючи на його колишнє сценічне ім'я Т. Д. Валентайн. Пізніше вона детально розповіла про свій шлюб із Моттолою у своїх мемуарах 2020 року «Значення Мераї Кері[en]».
- У телесеріалі «Wu-Tang:Американська сага[en]» Моттолу зіграв Раян О'Нан[en].
- Третій альбом австралійського альтернативного рок-гурту «Regurgitator[en]» «...art[en]» (1999) містить пісню під назвою «I Love Tommy Mottola».
- Пісня Ghostface Killah «Cherchez La Ghost», трек 18 з його студійного альбому «Supreme Clientele[en]» (2000), згадує Томмі Моттолу у вступі до пісні.
- Пісня Fugees «How Many Mics», трек 2 з їхнього студійного альбому «The Score» (1996), згадує Томмі Моттолу у другому куплеті Вайклефа Жана.
- Пісня Вайклефа Жана «Columbia Records», трек 1 з його студійного альбому «The Ecleftic: 2 Sides II a Book[en]» (2000): згадує Томмі Моттолу у вступній сценці.
- У 2-му епізоді 4 сезону[en] серіалу «Клан Сопрано», під назвою «Немає шоу[en]», Дженіс[en] каже: «Томмі Моттола в Sony, схоже, він запропонує нам угоду». Пізніше в тому ж епізоді Тоні[en] заявляє, що «Томмі Моттола — один повільний придурок»[28].
- У пісні Jay-Z «Success» за участю Nas, трек 12 з його студійного альбому «American Gangster», Nas згадує «Моттола» в останньому рядку свого третього куплета. «Поповни свій каталог, собако, мій коштує занадто багато. Як паб Майка Джека, Моттола не може торкатися. Дай цій суці дихати! (Ха-хе)»[29].